# Rode schijnspurrie
Rode schijnspurrie (Spergularia rubra) is een eenjarige plant uit de anjerfamilie (Caryophyllaceae), die vrij algemeen in Nederland voorkomt.

## Determinatie
De plant wordt 5–20 cm hoog. De stengel is kort behaard met op de bovenste delen kleverige klierhaartjes. De tegenoverstaande, lijnvormige bladeren zijn iets vlezig. De lange, zilverwitte, glanzende steunblaadjes zijn ei-lancetvormig.
Rode schijnspurrie bloeit van mei tot de herfst met roze, 3–5 mm grote bloemen. De voet van de kroonblaadjes is bleker van kleur. De vijf kroonblaadjes zijn iets korter dan de breedvliezige, 4 mm lange kelkblaadjes. De bloemen staan in een armbloemig bijscherm.
De vrucht is een driehoekig-eivormige doosvrucht van 4–5 mm lang. De 0,5 mm lange, ongevleugelde, driehoekige, fijn gerimpelde zaadjes zijn donkerbruin.

## Ecologie
De plant komt voor op droge, voedselarme tot matig voedselrijke grond op bouwland, in gazons, langs zandwegen en op stenige plaatsen.

### Syntaxonomie
In de syntaxonomie staat rode schijnspurrie te boek als kensoort voor de grondster-associatie (Digitario-Illecebretum).

## Namen in andere talen
- Duits: Rote Schuppenmiere
- Engels: Sand Spurrey
- Frans: Spergulaire rouge